# Lee Sang-hun
Lee Sang-hun (hangul: 이상헌) (Incheon, Južna Koreja, 11. listopada 1975.) je južnokorejski nogometni trener te bivši nogometaš i nacionalni reprezentativac.
Nogomet je počeo trenirati na Sveučilištu Dongguk gdje je studirao. Seniorom je postao 1998. godine potpisavši za Anyang LG Cheetahs, odnosno današnji FC Seoul. Za momčad je nastupao pet godina nakon čega se vratio u rodni grad, provevši dvije sezone u tamošnjem Incheon Unitedu. Na zalasku karijere, kraće razdoblje je igrao za niželigaša Yongin Citizen.
Kao nacionalni reprezentativac, Lee Sang-hun je nastupao za južnokorejsku U23 reprezentaciju dok je za A selekciju skupio 17 nastupa.
Nakon igračkog umirovljenja, Sang-hun je postao nogometni trener srednjoškolske momčadi Singal.

## Vanjske poveznice
- Statistika sportaša u južnokorejskoj K League